# Парламентские выборы в Норвегии (1921)
Парламентские выборы в Норвегии проходили 24 октября 1921 года. Это были первые выборы, в которых использовалось пропорциональное представительство, которое заменило предыдущую мажоритарную систему с выборами в два тура. Результатом стала победа альянса Консервативной и Левой либеральной партий, который получил 57 из 150 мест в Стортинге.

## Избирательная система
Это были первые парламентские выборы в Норвегии, проведённые по пропорциональной избирательной системе, которая заменила мажоритарную систему по одномандатным округам. При распределении мест парламента использовался метод Д’Ондта. Это предоставило более мелким партиям возможность добиться представительства в Стортинге. Больше не было возможности баллотироваться в качестве беспартийного кандидата. Всего было 29 избирательных округов — 18 сельских округов и 11 городских. Количество депутатов парламента увеличилось на 24 до 150, из которых 100 депутатов избиралось от сельской местности и 50 — из городов. Возрастной ценз вступления в избирательные права был снижен с 25 до 23 лет.

## Результаты
| Партия                                | Партия                                           | Голоса    | %    | Места | +/-   |
| ------------------------------------- | ------------------------------------------------ | --------- | ---- | ----- | ----- |
|                                       | Консервативная партия                            | 301 372   | 33,3 | 42    | +2    |
|                                       | Левая либеральная партия                         | 301 372   | 33,3 | 15    | +5    |
|                                       | Рабочая партия                                   | 192 616   | 21,3 | 29    | +11   |
|                                       | Либеральная партия                               | 181 989   | 20,1 | 37    | -14   |
|                                       | Фермерская партия                                | 118 657   | 13,1 | 17    | +14   |
|                                       | Норвежская социал-демократическая рабочая партия | 83 629    | 9,2  | 8     | новая |
|                                       | Радикальная народная партия                      | 22 970    | 2,5  | 2     | -1    |
|                                       | Прочие партии                                    | 2 811     | 0,3  | 0     | -     |
|                                       | Прочие голоса                                    | 655       | 0,1  | -     | -     |
| Недействительных/пустых бюллетеней    | Недействительных/пустых бюллетеней               | 13 037    | -    | -     | -     |
| Всего                                 | Всего                                            | 904 699   | 100  | 150   | +24   |
| Зарегистрированных избирателей / Явка | Зарегистрированных избирателей / Явка            | 1 351 183 | 67,9 | -     | -     |
| Источники: Nohlen & Stöver            |                                                  |           |      |       |       |